# Jugemu
Jugemu è un racconto della tradizione popolare giapponese, nonché una delle storie più celebri del Rakugo, un genere teatrale giapponese che consiste in un monologo comico. L'ilarità della storiella sta nell'incredibile lunghezza del nome del protagonista, che consiste in un complesso scioglilingua, e per questo motivo viene spesso utilizzata come allenamento dagli attori.

## Trama
Nel racconto, una coppia non riesce a trovare un nome per il figlio, e così il padre va a un tempio locale chiedendo al sacerdote priore un nome di buon auspicio per il bimbo. Il sacerdote suggerisce svariati nomi, il primo dei quali è Jugemu. Il padre non riesce a scegliere, e così decide di dare al bambino tutti i nomi suggeritogli. Un giorno Jugemu cade in un lago e i genitori riescono a salvarlo appena in tempo, dopo che tutti quelli che passavano lo chiamano per nome impiegando tantissimo tempo.
Il nome completo di Jugemu è:
(Testo di Jugemu)

### Traduzione
Non esiste una traduzione univoca del nome completo poiché è un gioco di parole composto da una serie di nomi propri inventati, ma può essere interpretato più o meno in questo modo:
"Vivi a lungo, vivi a lungo e prospera/ Possa la fortuna essere ovunque tu vada / Anche nei cieli e nelle terre lontane / Possa tu avere sempre il tuo pane quotidiano / Ed essere sempre traboccante di gioia / Come il grande re longevo Shūringan / E la sua adorata moglie Gūrindai / E i loro figli Ponpokopī e Ponpokona / Vivi una vita lunga e fortunata!"

## Curiosità
La storia di Jugemu è molto popolare e viene citata in numerose opere giapponesi, inclusi romanzi, film e fumetti. Fra questi ultimi si ricordano:
- Shōwa Genroku rakugo shinjū, in cui Jugemu viene recitato interamente in un episodio;
- Fullmetal Alchemist, dove in un omake il personaggio Scar, il cui nome non viene mai rivelato nel fumetto, dichiara di chiamarsi come Jugemu;
- Gintama, viene fatto riferimento a questa storia tramite il nome di uno dei personaggi secondari, la scimmia Jugemu Jugemu il cui nome completo è impronunciabile;
- Joshiraku, la cui sigla di chiusura della serie TV animata riprende il nome completo di Jugemu nel testo[2];
- One Room Angel, in cui un personaggio è appassionato di Rakugo e usa il nome di Jugemu come password per il suo account su un social network;
- Super Mario, in cui il nome giapponese dei Lakitu, le tartarughe sulla nuvola, è "Jugemu".
  - Paper Mario, in cui i nomi dei personaggi Lakilester e Lakilulu nella versione giapponese sono rispettivamente Pokopi e Pokona, parte del nome di Jugemu.